# Vellèches
Vellèches ist eine französische Gemeinde mit 349 Einwohnern (Stand: 1. Januar 2022) im Département Vienne in der Region Nouvelle-Aquitaine (vor 2016 Poitou-Charentes); sie gehört zum Arrondissement Châtellerault und zum Kanton Châtellerault-2 (bis 2015 Kanton Saint-Gervais-les-Trois-Clochers). 

## Geographie
Vellèches liegt etwa 49 Kilometer nordnordöstlich von Poitiers. Umgeben wird Vellèches von den Nachbargemeinden Antogny-le-Tillac im Norden und Nordosten, Dangé-Saint-Romain im Osten, Vaux-sur-Vienne im Südosten, Antran und Usseau im Süden, Leigné-sur-Usseau im Südwesten, Mondion im Westen sowie Marigny-Marmande im Nordwesten.

## Bevölkerungsentwicklung
| Jahr                      | 1962 | 1968 | 1975 | 1982 | 1990 | 1999 | 2006 | 2013 |
| Einwohner                 | 508  | 491  | 405  | 387  | 350  | 358  | 371  | 403  |
| Quelle: Cassini und INSEE |      |      |      |      |      |      |      |      |

## Sehenswürdigkeiten
- Kirche Notre-Dame aus dem 12. Jahrhundert, Monument historique seit 2001
- Schloss Marmande, ursprünglich aus dem 12. Jahrhundert, Umbauten aus dem 17. Jahrhundert
- Schloss Valençay aus dem 15. Jahrhundert, Umbauten aus dem 17. Jahrhundert
- Herrenhaus von La Rie, seit 1976 Monument historique